# Мсье Лекок (персонаж)
Месье Леко́к (фр. Monsieur Lecoq) — герой произведений французского писателя XIX века, одного из основателей детективного жанра Эмиля Габорио; агент, а потом инспектор Сюрте (Сыскной полиции), читательская популярность которого вдохновила Артура Конана Дойла на создание персонажа Шерлока Холмса.
Находясь под сильным впечатлением от деятельности реального сотрудника полиции с криминальным прошлым Эжена Франсуа Видока, а также романов Оноре де Бальзака и Виктора Гюго, часто описывавших преступный мир и его представителей, Габорио создал образ правонарушителя, ставшего полицейским, которого его коллеги уважительно называли Месье Лекок. Считается, что фамилию персонажа (фр. le coq - "петух") Габорио позаимствовал из произведений популярного в то время (середина XIX века) автора приключенческих романов Поля Феваля, у которого некоторое время работал литературным секретарём и ассистентом, часто присутствуя при проведении судебно-медицинских экспертиз в парижских моргах и на следственных совещаниях бригады Сюрте. Хотя на самом деле такая фамилия существует в реальной жизни. Имя Лекока во всех шести произведениях, где он присутствует, ни разу не было названо.

## Биография
Впервые упоминание Лекока встречается в сочинении Габорио «Дело вдовы Леруж» (1866) — первом в истории литературы полноценном детективном романе:

Помощником Жевроля в ту пору был ставший на праведный путь бывший правонарушитель — великий пройдоха и весьма искусный в сыскном деле молодчик, к тому же люто завидовавший начальнику полиции, которого он считал посредственностью. Звали его Лекок.

В последующих произведениях лекоковского цикла — романах «Убийство в Орсивале» (1866), «Дело № 113» (1867), «Рабы Парижа» (1868), «Месье Лекок» (1869) и новелле «Исчезновение» в составе посмертно опубликованного сборника «Старичок из Батиньоля» (1876) — бывший преступник из второстепенной фигуры становится центральным персонажем. В романе «Месье Лекок», написанным последним, но хронологическим первым, рассказывается о молодых годах сыщика, а также есть подробное описание его внешности и происхождения, и вскользь говорится о прежних занятиях:
Это был молодой мужчина лет 25—26, почти безусый, бледный, с ярко-красными губами и пышными волнистыми чёрными волосами, небольшого роста, но хорошо сложённый. Все его движения свидетельствовали о незаурядной силе.

Впрочем, в нём не было ничего примечательного, не считая глаз, которые по его воле вспыхивали и гасли, словно мигающий проблесковый огонь маяка, и носа с удивительно подвижными широкими мясистыми ноздрями.

Сын богатой и уважаемой семьи из Нормандии, Лекок получил прекрасное воспитание. Он начал изучать право в Париже, когда в первую же неделю учёбы узнал, что его отец, полностью разорившийся, умер, а мать пережила мужа всего на несколько часов.

…Он развил бурную энергию. Он давал уроки и переписывал документы для поверенных в делах. В этом месяце он нашёл работу в магазине модных товаров, в следующем разносил по квартирам залежавшиеся книги. Он расклеивал объявления, подрабатывал репетитором, страховым агентом, коммивояжёром…

## Влияние
Современники Артура Конана Дойла были склонны преуменьшать литературную значимость Шерлока Холмса, усматривая в нём своего рода гибрид мсье Лекока, Дюпена Эдгара По и Каффа Уилки Коллинза. Сам Дойл в первом же произведении холмсовского цикла, повести «Этюд в багровых тонах» (1887), устами своего персонажа заявил, что Холмс во всём превосходит своих знаменитых коллег:
— Вы, конечно, думаете, что, сравнивая меня с Дюпеном, делаете мне комплимент, — заметил он. — А по-моему, ваш Дюпен — очень недалёкий малый. Этот приём — сбивать с мыслей своего собеседника какой-нибудь фразой «к случаю» после пятнадцатиминутного молчания, право же, очень дешёвый показной трюк. У него, несомненно, были кое-какие аналитические способности, но его никак нельзя назвать феноменом, каким, по-видимому, считал его По.

— Вы читали Габорио? — спросил я. — Как по-вашему, Лекок — настоящий сыщик? 

Шерлок Холмс иронически хмыкнул. 

— Лекок — жалкий сопляк, — сердито сказал он. — У него только и есть, что энергия. От этой книги меня просто тошнит. Подумаешь, какая проблема — установить личность преступника, уже посаженного в тюрьму! Я бы это сделал за 24 часа. А Лекок копается почти полгода. По этой книге можно учить сыщиков, как не надо работать.
Тем не менее образы Лекока и Холмса имеют немало общих черт. По замечанию американского биографа Дойла Дэниела Сташауэра, «несмотря на то, что Дойл считал По непревзойдённым мастером, на „Этюд в багровых тонах“ повлияли детективы и другого, почти забытого сегодня автора. Французский писатель Эмиль Габорио, чьи остросюжетные романы были в своё время весьма популярны, импонировал Конан Дойлу „тщательным увязыванием сюжета“. Созданный Габорио сыщик месье Лекок обладал многими чертами и навыками, которые теперь прочно связываются в нашем сознании с Шерлоком Холмсом».
Сыщика полиции Российской империи Николая Александровича Красовского  называли «украинским Лекоком».